# Werner Faber (Pädagoge)
Werner Faber (* 18. Januar 1928 in Haaren bei Bad Wünnenberg; † 18. September 2017) war ein deutscher Pädagoge und Märchenforscher.

## Leben
Werner Faber studierte in Münster Pädagogik und promovierte 1960 mit einer Arbeit über das dialogische Prinzip Martin Bubers. Ab 1960 war er Professor für Pädagogik in Aachen, ab 1968 in Paderborn und ab 1977 Professor für Erwachsenenbildung an der Universität Bamberg. Er war Mitglied der Görres-Gesellschaft.

## Schriften
- Das dialogische Prinzip Martin Bubers und das erzieherische Verhältnis. Münster 1960.
- Wissen vom Menschen. Otto-Friedrich-Universität, Bamberg 1993.
- Persönlichkeitsbildung und Handlungsfähigkeit. Neckar-Verlag, Villingen-Schwenningen 1995.
- Ländliche Erwachsenenbildung im Umbruch. Klemm und Oelschläger, Ulm 1997.
- 25 Jahre Zentrum für Wissenschaftliche Weiterbildung (ZeWW) an der Otto-Friedrich-Universität Bamberg. ZeWW, Bamberg 2002.